# E140 et E141
Pour les articles homonymes, voir E140.
Les colorants verts E140 et E141 correspondent aux chlorophylles et chlorophyllines.
- E140(i) désigne la chlorophylle, le colorant naturel extrait de plantes vertes à l'aide de divers solvants.
- E140(ii) désigne les chlorophyllines, c'est-à-dire des dérivés des chlorophylles obtenus par saponification. Elles sont plus solubles que les chlorophylles, d'où leur utilisation.
- E141(i) désigne les chlorophylles au cuivre. Les chlorophylles naturelles chélatent un ion magnésium au centre d'un anneau chlorine. Pour les stabiliser, on peut remplacer l'ion magnésium par un ion cuivre : le composé résultant est vert, et plus résistant aux altérations que les chlorophylles naturelles au magnésium.
- E141(ii) désigne les chlorophyllines au cuivre, c'est-à-dire des chlorophyllines naturelles ayant d'abord subit une saponification, puis un traitement au cuivre pour remplacer l'ion central par un ion cuivre.